# Эпиналь (хоккейный клуб)
«Эпина́ль» (фр. Image Club d'Épinal) — хоккейный клуб из города Эпиналь. Основан в 1997 году. Выступает во Французской хоккейной лиге. Домашние матчи проводит в ледовом дворце Пуассомпре.

## История
Хоккейный клуб «Эпиналь» был основан в 1997 году как преемник другого клуба, СНС, основанного в 1906 году. С 2005 года выступает в лиге Магнуса. До этого выступал во второй французской лиге. В 2015 году стал серебряным призёром французского первенства.

## Достижения
- Чемпионат Франции по хоккею:
  - Серебряный призёр (1)  : 2015